# 文明館 (名古屋市)
文明館（ぶんめいかん）は、かつて愛知県名古屋市中区門前町4-52（現・大須2丁目）にあった映画館。1908年（明治41年）1月8日に開館し、日本で3番目の活動常設館（映画館）とされている。

## 歴史

### 戦前
1908年（明治41年）1月8日、名古屋市の大須観音仁王門近くに活動常設館の文明館が開館した。1903年（明治36年）10月に開館した東京・浅草の電気館、1907年（明治40年）7月に開館した大阪・千日前の文明館に次いで、日本で3番目の活動常設館とされる。前身は五明座という寄席であり、経営者は竹本武夫だった。なお、同年4月には名古屋市で2番目の活動写真常設館として、文明館と同じく仁王門通に電気館も開館している。1912年（明治45年）8月23日には建物を新築して再開館した。

### 戦後
戦後には1952年（昭和27年）11月に文明館の建物が再建され、やがて大須東映に改称した。竹本武夫の後を継いだ竹本元信は、東映名古屋支社長を務めた人物である。1961年（昭和36年）12月11日、大須東映は火災で全焼した。